# L’Isle-d’Abeau
L’Isle-d’Abeau település Franciaországban, Isère megyében. Lakosainak száma 17 096 fő (2022. január 1.). L’Isle-d’Abeau Saint-Marcel-Bel-Accueil, Vaulx-Milieu, Bourgoin-Jallieu, Four, Frontonas és Saint-Alban-de-Roche községekkel határos.

## Népesség
A település népességének változása:
| Lakosok száma | 725  | 813  | 5554 | 15 397 | 16 225 | 16 282 | 16 124 | 16 584 | 16 717 | 17 096 |
|               | 1968 | 1982 | 1990 | 2006   | 2013   | 2015   | 2017   | 2019   | 2020   | 2022   |